# 浦野謙朗
浦野 謙朗（うらの けんろう、1882年3月22日 - 1964年8月7日）は、日本の政治家。衆議院議員（1期）。

## 経歴

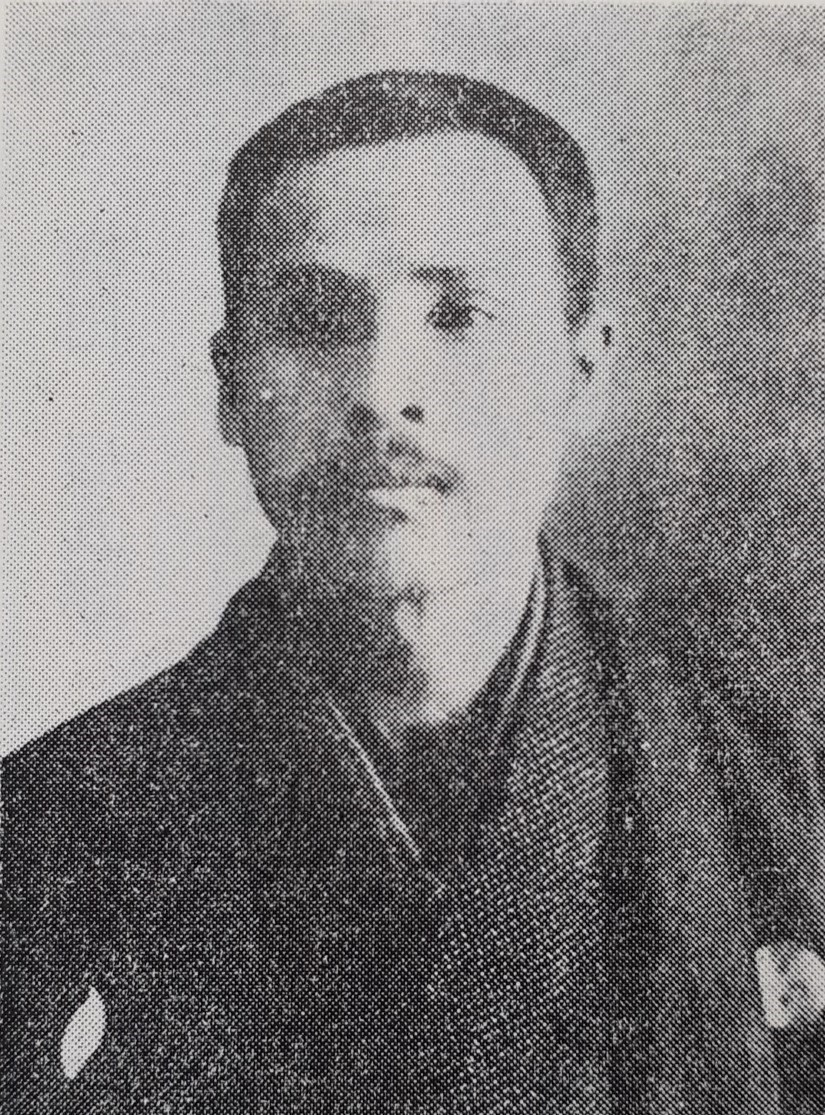
父の浦野錠平

愛知県西加茂郡四郷村（現・豊田市四郷町）に浦野錠平の長男として生まれる。生家は浦野酒造場（後の浦野合資会社）を営む庄屋の浦野家。
1901年（明治34年）3月、愛知県立第二中学校（現・愛知県立岡崎高等学校）を卒業。同年12月、志願兵として歩兵第六聯隊に入隊。1902年（明治35年）11月、除隊。1904年（明治37年）6月、応召。陸軍歩兵少尉として日露戦争に従軍した。1905年（明治38年）6月、歩兵中尉に昇進し、その功により勲六等単光旭日章を受けた。帰国後は農業と酒造業を営み、猿投村議会議員となる。
1918年（大正7年）1月、猿投村長に就任。所得税調査委員、愛知県議を務め、愛知乾繭、小原乾繭、尾三自動車、西加茂倉庫、加茂運送各(株)役員となる。
1924年（大正13年）の第15回衆議院議員総選挙において愛知11区から政友本党公認で立候補して当選した。のち立憲政友会に移り、衆議院議員を1期務めた。1928年（昭和3年）の第16回衆議院議員総選挙には立候補しなかった。
1941年（昭和16年）1月から1943年（昭和18年）4月にかけて猿投村長を務めた。
戦後、翼賛支部長のため公職追放となる。
1964年（昭和39年）8月7日、死去。